# Artesonado

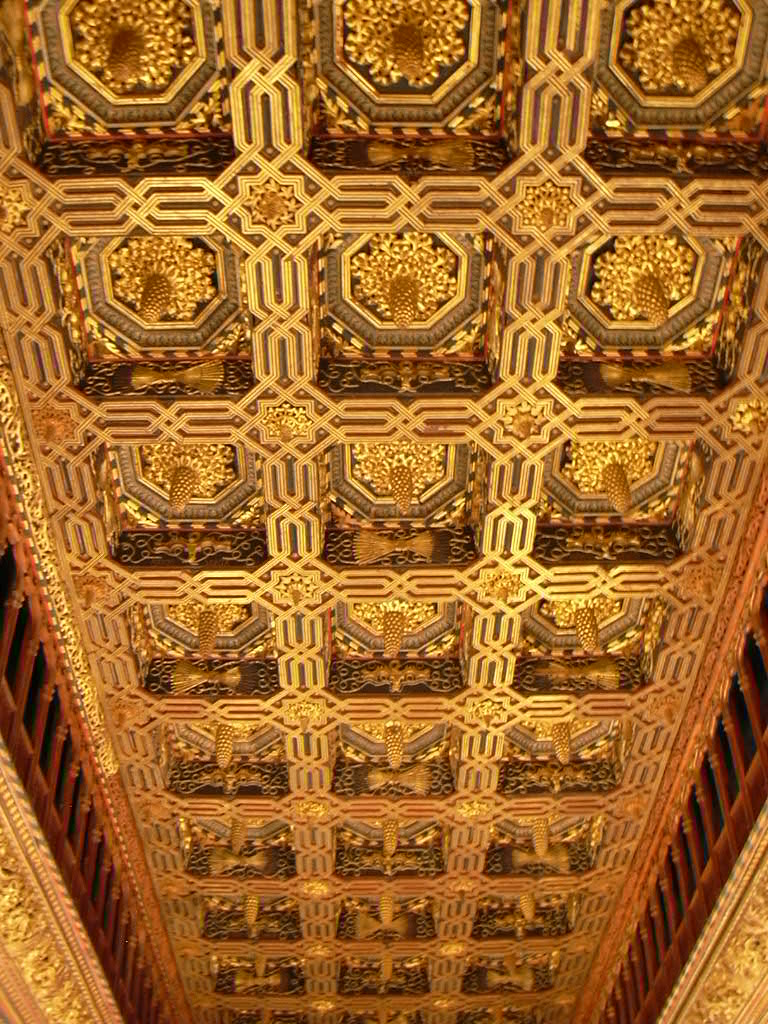
Artesonado in der Aljafería von Saragossa

Der Begriff Artesonado stammt aus dem Spanischen und bezeichnet kunstvoll verzierte Holzdecken, Türen oder Gebetskanzeln (minbar) mit geometrischen Motiven, die besonders in der maurischen Kunst Andalusiens und der späteren, über weite Teile Spaniens verbreiteten Mudéjar-Architektur Verwendung fanden.

## Begriff
Lange Zeit wurde der Begriff artesonado (= „Kunst des Klangs“) mit angeblich besonderen akustischen Eindrücken in Räumen mit derartigen Decken in Verbindung gebracht. Heute setzt sich jedoch allmählich – wegen der Ähnlichkeit zahlreicher Deckenkonstruktionen zu einem umgedrehten Backtrog – die Herleitung aus dem spanischen Wort artesa (= „Trog“) durch.

## Formen
Anfänglich überwogen bei Deckenkonstruktionen der islamischen Baukunst ca. 2,50 m lange Baumstämme (später behauene Querbalken), über die nebeneinander gelegte Äste und/oder Schilfstängel (später schmucklose Bretter) gelegt wurden. Balken und Bretter wurden bei bedeutenden Bauten (Moscheen, Paläste) mit geometrischem Dekor verziert. In einer noch späteren Phase entfielen häufig die langen Balken; stattdessen entwickelten sich aus kurzen Holzteilen zusammengesetzte Decken, Türen etc. Dies sind die eigentlichen Artesonado-Arbeiten, deren Gesamtkonstruktion – abhängig vom darunter befindlichen Raummaß – sowohl quadratisch als auch langgestreckt und rund sein kann; durch Abwalmen der Seitenteile oder durch kuppelähnliche Konstruktionen erhalten sie in vielen Fällen eine gewisse Tiefenräumlichkeit. Oft treten Sternmuster auf, die zumeist als Erinnerung an die nomadische oder halbnomadische Lebensweise der Mauren (Berber) interpretiert werden (Sternenzelt).

## Geschichte
Aus der Antike sowie der frühen islamischen Kunst des Vorderen Orients oder des Maghreb sind Artesonado-Arbeiten unbekannt. Vieles deutet darauf hin, dass derartige Werke ihren Ursprung in Andalusien haben, wo sie sich aus einfachen Holzbalkendecken zu immer komplizierteren Formen fortentwickelten und vom 14. bis zum 16. Jahrhundert eine Blütezeit erlebten. In der Zeit des spanischen Kolonialreiches verbreiteten sie sich vereinzelt bis nach Mittel- und Südamerika. In Marokko und den angrenzenden Maghreb-Staaten wurden noch im 18. und 19. Jahrhundert Artesonado-Decken in herkömmlicher Manier gefertigt.

## Beispiele
Die meisten Beispiele von Artesonado-Decken findet man in der maurischen Kunst Andalusiens und Marokkos – z. B. Alhambra von Granada, Alcázar von Sevilla, Aljafería von Saragossa, Synagoge El Tránsito in Toledo, auf Teneriffa sowie in vielen Palästen der marokkanischen Königsstädte Fès, Marrakesch, Rabat und Meknès.

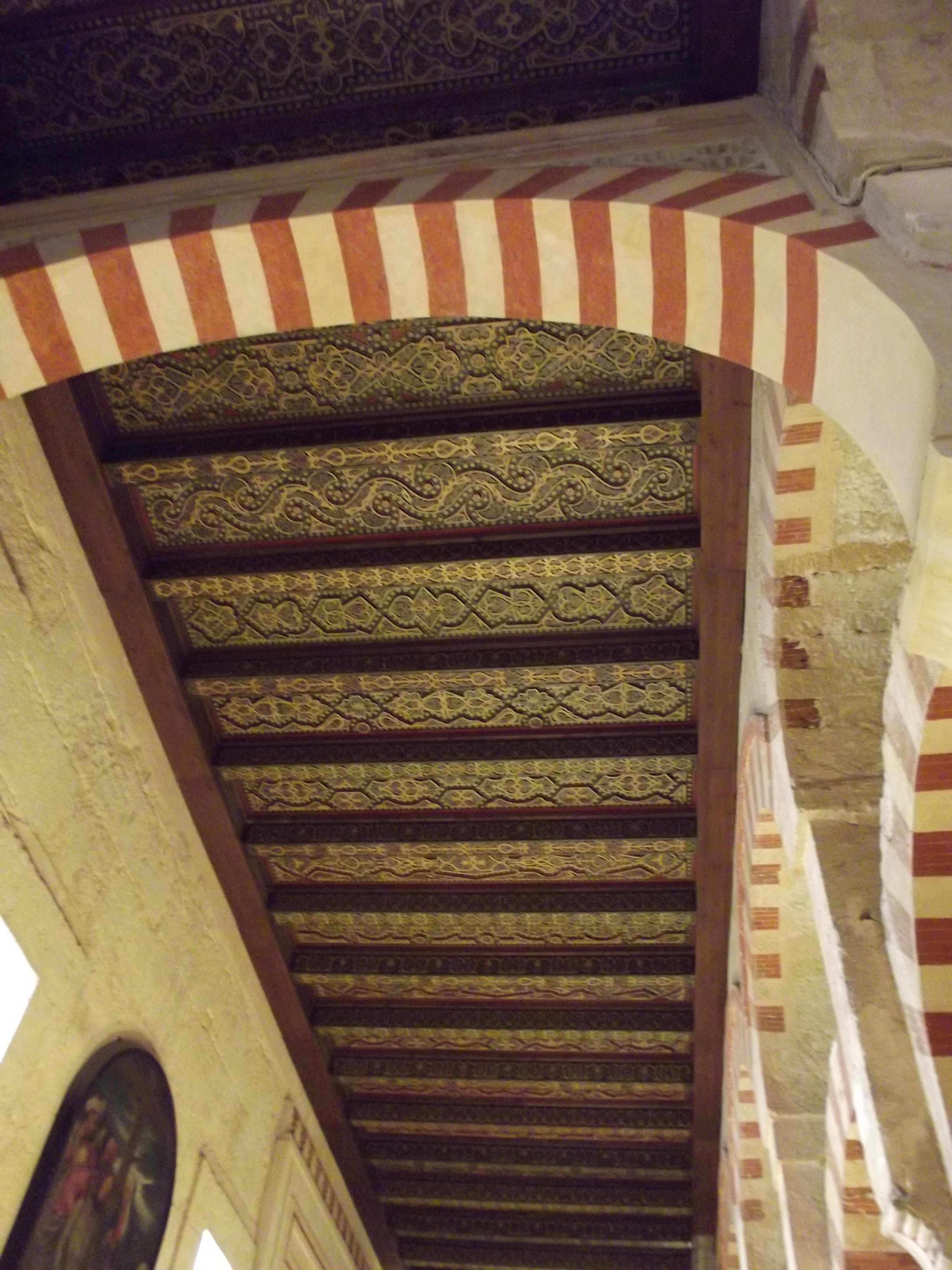
Mezquita de Córdoba, Spanien
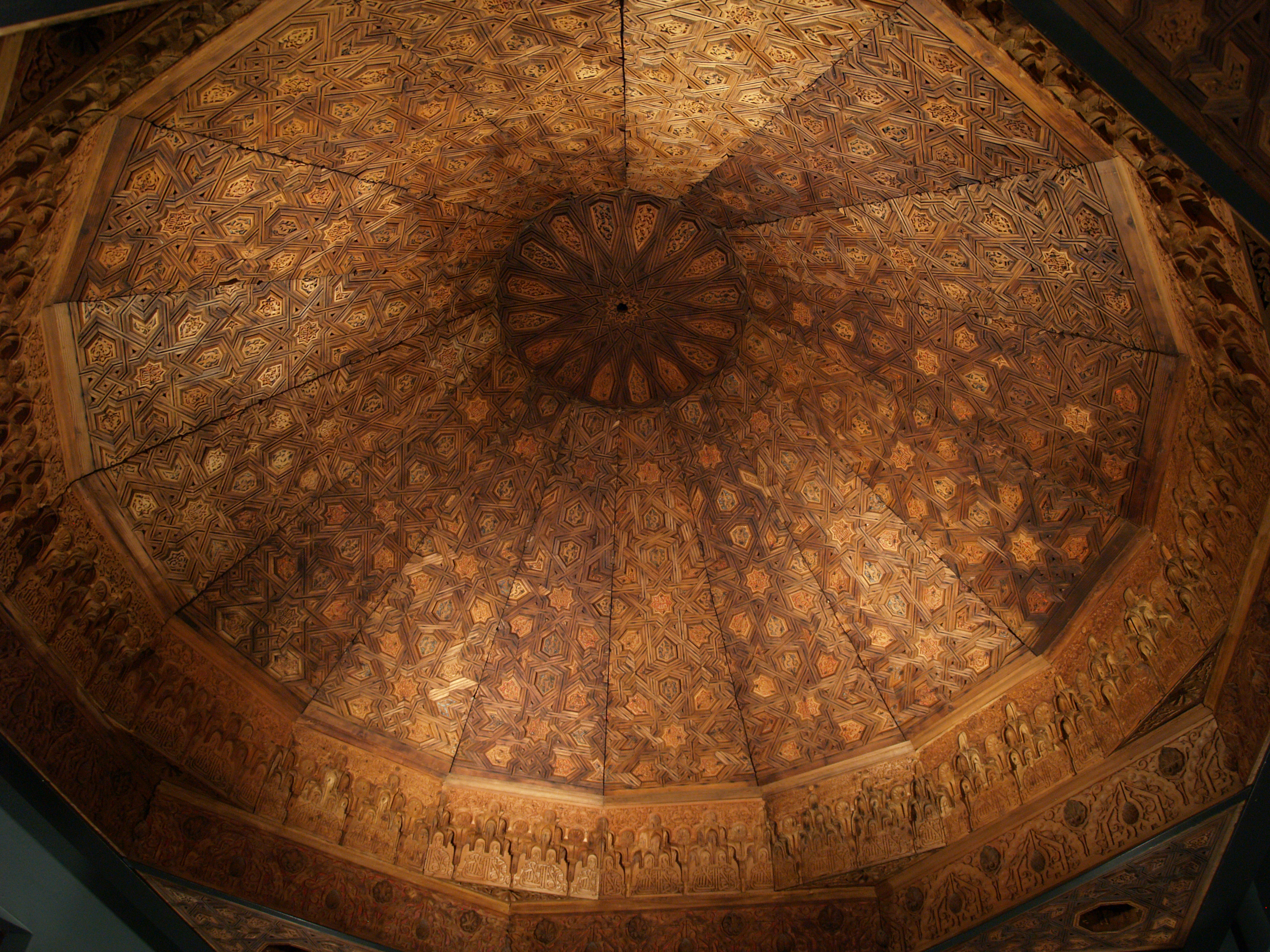
Alhambra, Granada
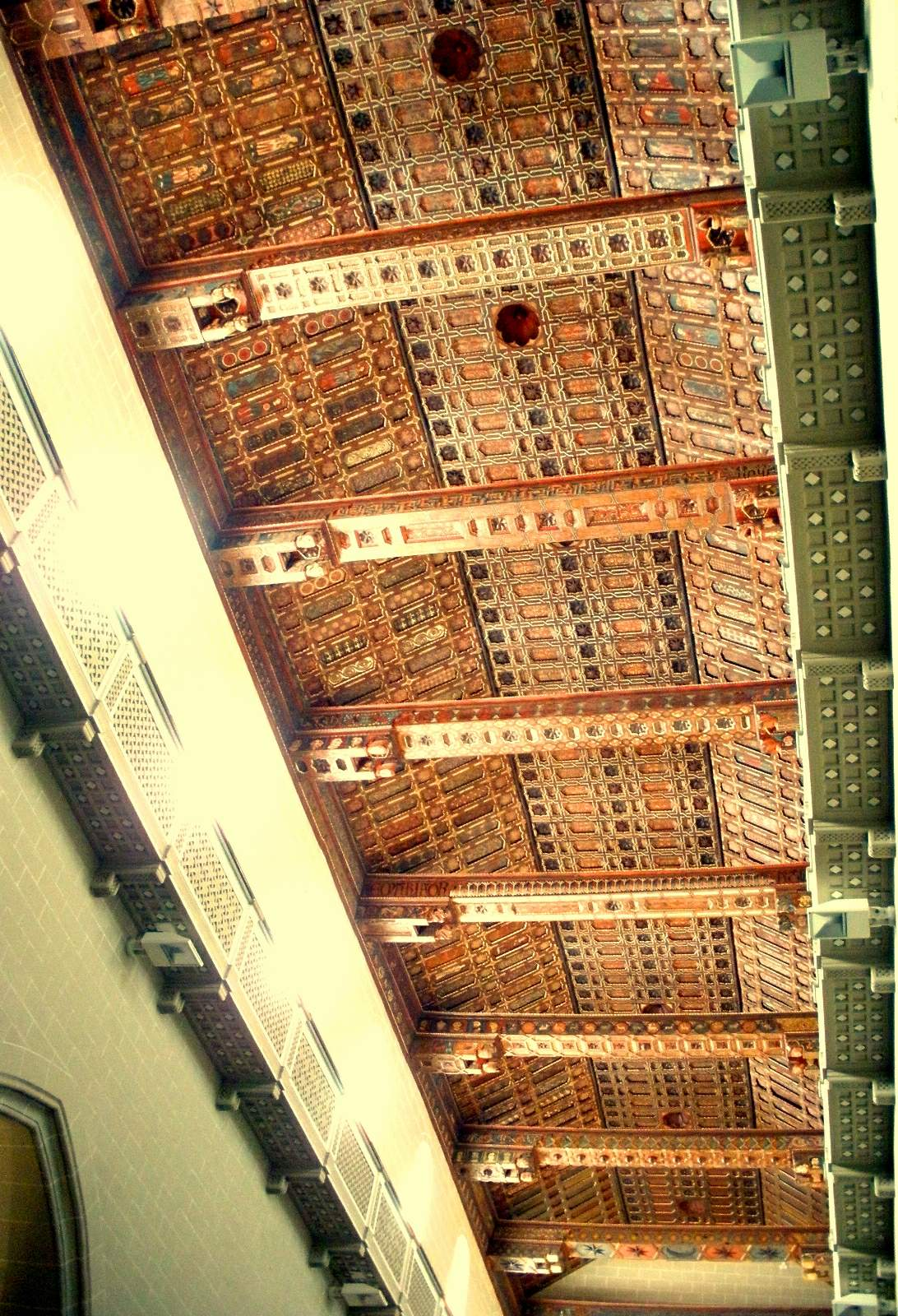
Teruel, Spanien
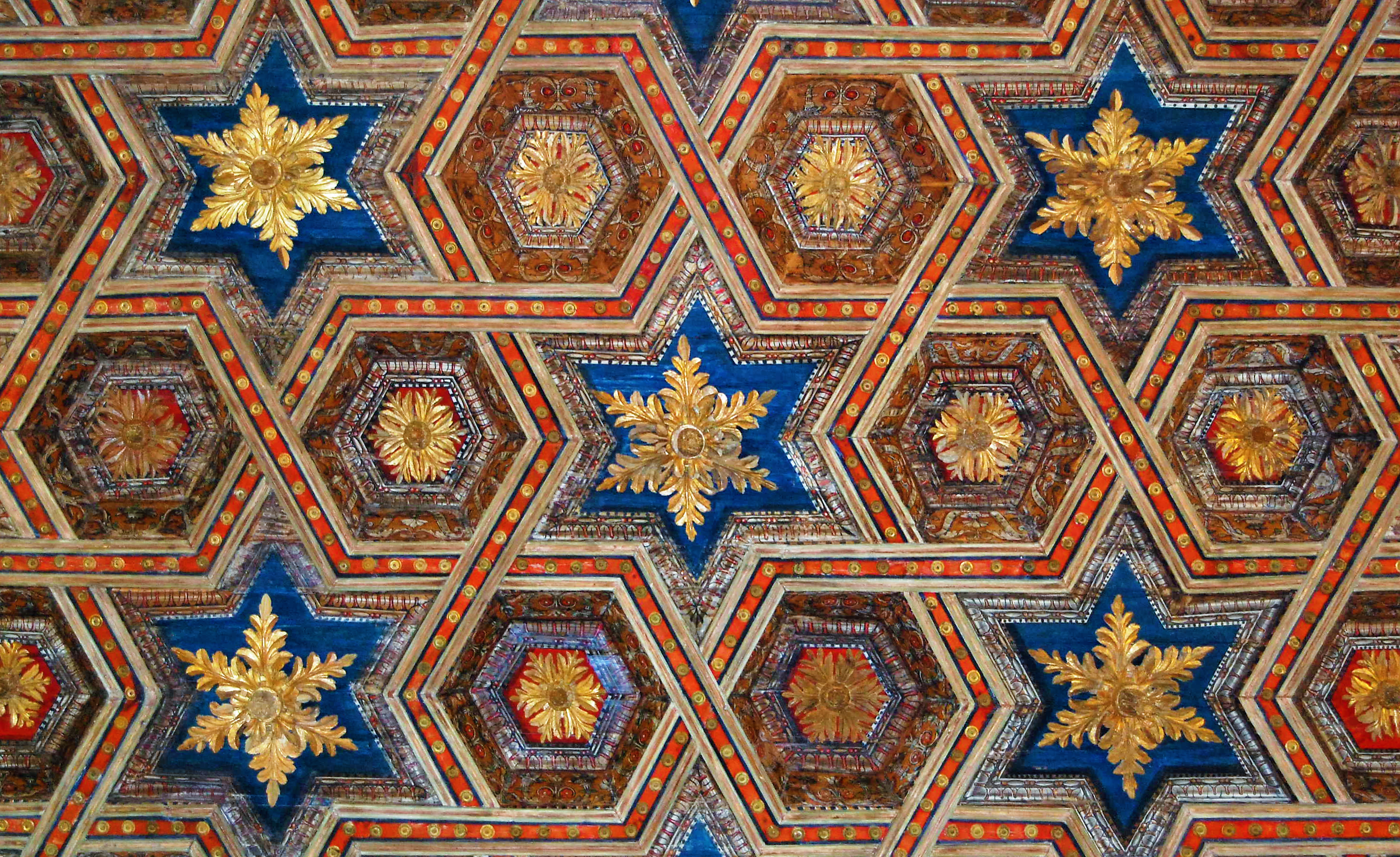
Auditorium der Universität von Alcalá (Spanien, 1520).
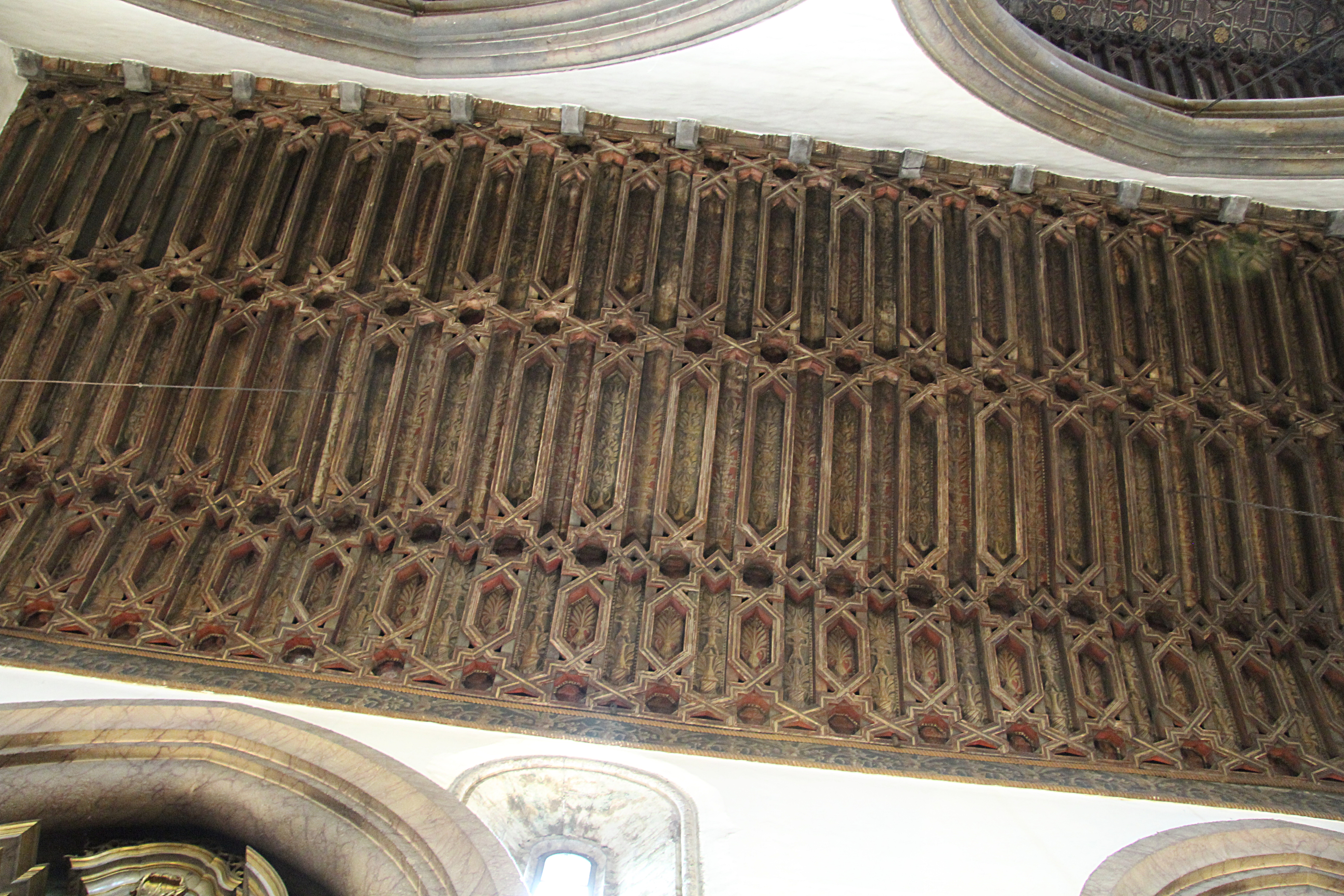
Funchal, Madeira
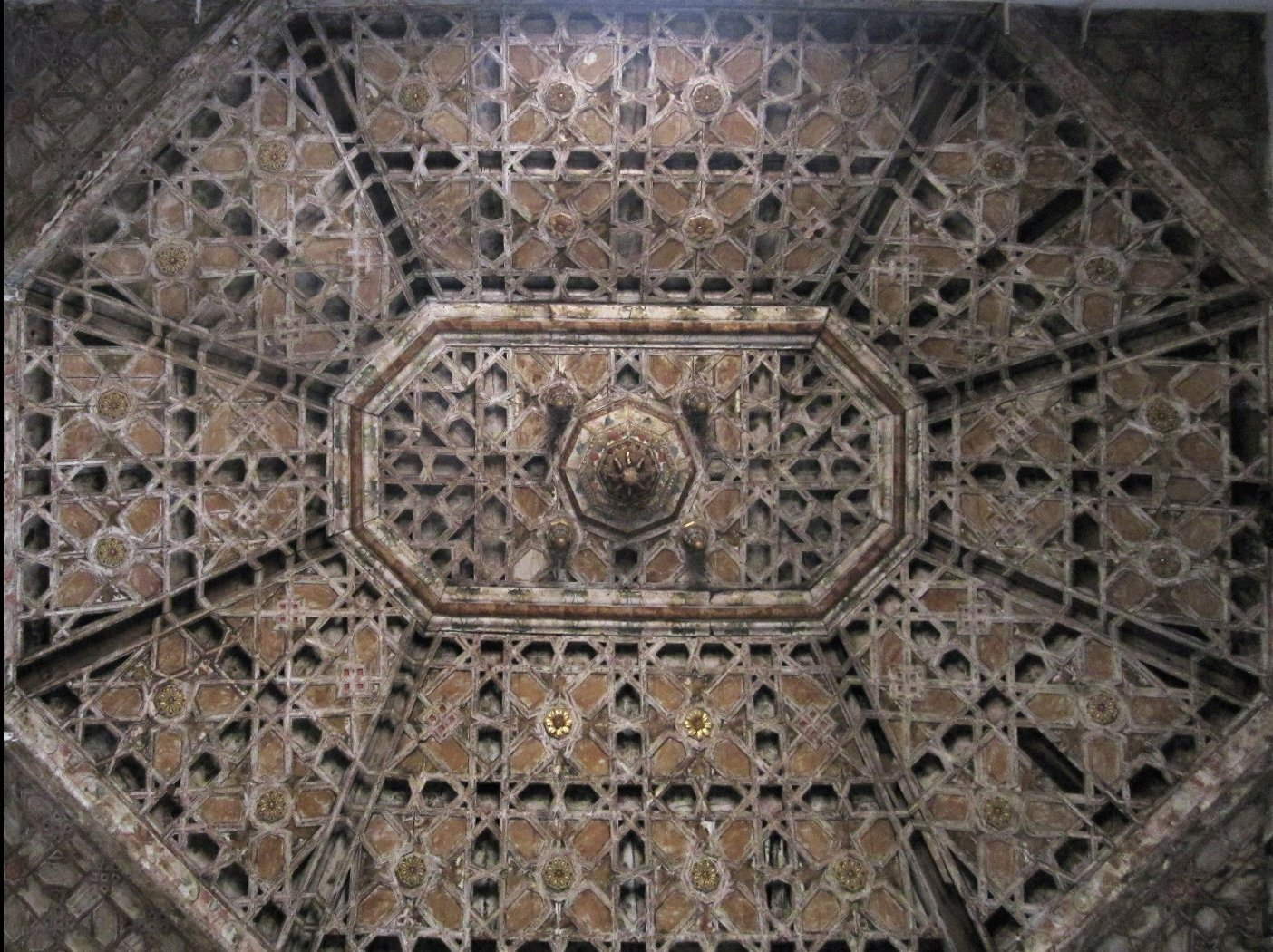
La Laguna, Teneriffa
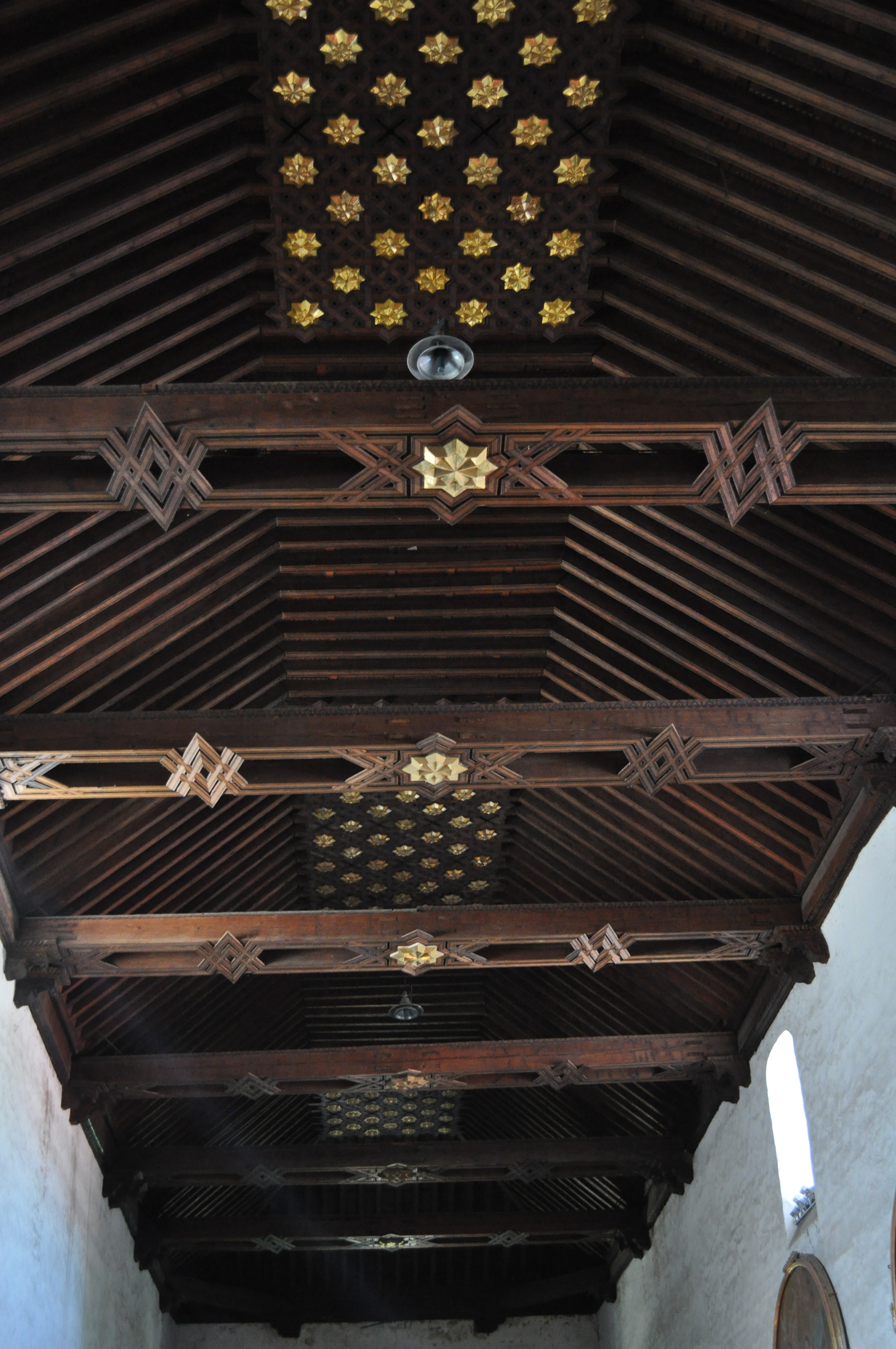
Tlaxcala, Mexiko